# Список людей, які загинули під час сходження на Канченджанґу

## Загальна характеристика гори

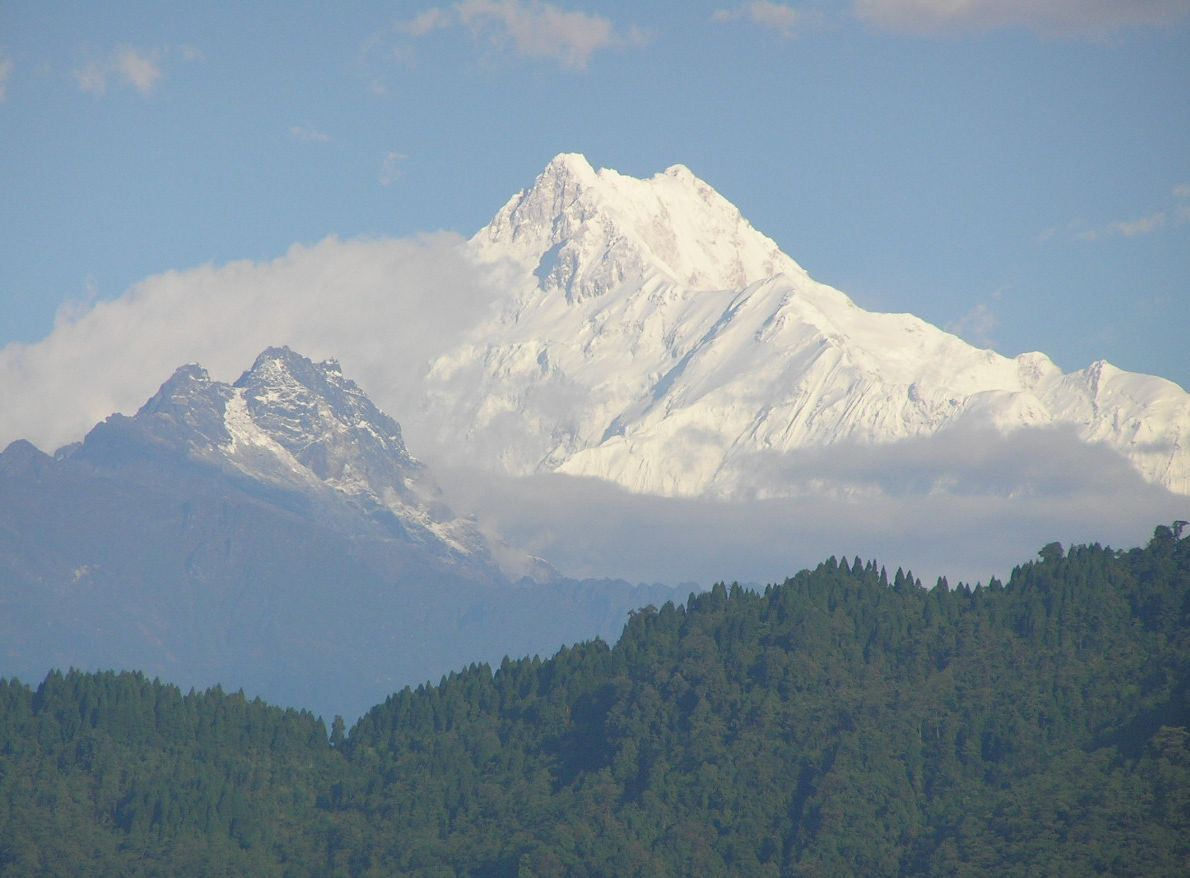
Загальний вигляд Канченджанґи

Канченджанґа (англ. Kangchenjunga, непалі: कञ्चनजङ्घा, Kanchanjaŋghā, лімбу: SewaLungma) — третя за висотою вершина світу (після Евересту і K2), висота 8586 м над рівнем моря.
Назва «Канченджанґа» означає «п'ять снігових скарбів», посилаючись на п'ять вершин гори, чотири з яких вищі за 8450 м, що символізують п'ять «скарбів»: золото, срібло, коштовне каміння, зерно і священні книги. Три з п'яти піків розташовані на кордоні непальського округу Таплежунґ та індійського штату Сіккім, ще два — цілком в окрузі Таплежунґ.

## Список загиблих
| Дата            | Прізвище              | Національність        | Причини смерті                  | Посилання               |
| --------------- | --------------------- | --------------------- | ------------------------------- | ----------------------- |
| 20 травня 2014  | Chhanda Gayen         | Індія                 | Падіння на спуску вище Табору 4 | [ 2 ]                   |
| 20 травня 2014  | Migma Temba           | Непал                 | Падіння на спуску вище Табору 4 | [ 2 ]                   |
| 20 травня 2014  | Dewa Wangchu          | Непал                 | Падіння на спуску вище Табору 4 | [ 2 ]                   |
| 21 травня 2013  | Bibash Gurung Sherpa  | Непал                 | Зрив                            | [ 3 ] [ 4 ] [ 5 ]       |
| 21 травня 2013  | Pho Dorchi Sherpa     | Непал                 | Зрив                            | [ 3 ] [ 4 ] [ 5 ]       |
| 21 травня 2013  | Park Nam Su           | Південна Корея        | Зрив                            | [ 3 ] [ 4 ] [ 5 ]       |
| 21 травня 2013  | Péter Kiss            | Угорщина              | Зрив на спуску вище Табору 4    | [ 3 ] [ 4 ] [ 5 ] [ 6 ] |
| 21 травня 2013  | Zsolt Erőss           | Угорщина              | Зник на спуску вище Табору 4    | [ 3 ] [ 4 ] [ 5 ] [ 6 ] |
| 25 травня 2007  | Iñigo de Pineda       | Іспанія               | Зрив                            | [ 7 ] [ 8 ]             |
| 24 травня 2002  | Christopher Grasswick | Канада                | Зрив                            | [ 8 ] [ 9 ]             |
| 23 квітня 2000  | Ang Dawa Tamang       | Непал                 | Вбитий брилою криги             | [ 10 ]                  |
| 14 вересня 1999 | Myeong-Kun Hyun       | Південна Корея        | Лавина                          | [ 8 ] [ 11 ]            |
| 14 вересня 1999 | Do-Kyu Han            | Південна Корея        | Лавина                          | [ 11 ]                  |
| 16 травня 1998  | Atsushi Shiina        | Японія                | Можливо виснаження              | [ 12 ]                  |
| 16 травня 1998  | Kenzo Akasaka         | Японія                | Виснаження                      | [ 12 ]                  |
| 6 жовтня 1995   | Benoît Chamoux        | Франція               | Зник                            |                         |
| 5 жовтня 1995   | Pierre Royer          | Франція               | Зник                            |                         |
| 5 жовтня 1995   | Sherpa Riku           | Непал                 | Зник                            |                         |
| 23 жовтня 1994  | Iordanka Dimitrova    | Болгарія              | Невідомо (зникла)               | [ 8 ] [ 13 ]            |
| 10 жовтня 1994  | Сергій Жвірбля        | Білорусь              | Лавина                          | [ 8 ]                   |
| 10 жовтня 1994  | Катерина Іванова      | Росія                 | Лавина                          | [ 8 ]                   |
| 13 травня 1992  | Wanda Rutkiewicz      | Польща                | Невідомо (зникла)               |                         |
| 25 квітня 1992  | Ang Dorje             | Непал                 |                                 | [ 8 ]                   |
| 25 квітня 1992  | Lhakpa Nuru           | Непал                 |                                 | [ 8 ]                   |
| 16 травня 1991  | Pasang II             | Індія                 | Зрив                            | [ 8 ]                   |
| 3 травня 1991   | Jože Rozman           | Словенія              | Зрив                            | [ 14 ] [ 8 ]            |
| 3 травня 1991   | Marija Frantar        | Словенія              | Зрив                            | [ 8 ]                   |
| 20 грудня 1989  | Tchiring Chumbi Lama  | Непал                 | Зрив                            | [ 8 ]                   |
| 20 грудня 1989  | Ang Dawa              | Непал                 | Зрив                            | [ 8 ]                   |
| 20 грудня 1989  | Kyo-Sup Jin           | Південна Корея        | Зрив                            | [ 8 ]                   |
| 17 травня 1988  | Sanjay Borole         | Індія                 |                                 | [ 8 ]                   |
| 31 травня 1987  | Chander Singh         | Індія                 | Зрив                            | [ 8 ]                   |
| 25 травня 1987  | Chorten Tshering      | Індія                 |                                 | [ 8 ]                   |
| 25 травня 1987  | Phu Pu Bhutia         | Індія                 |                                 | [ 8 ]                   |
| 25 травня 1987  | Phu Dorje II          | Індія                 |                                 | [ 8 ]                   |
| 11 січня 1986   | Andrzej Czok          | Польща                | Набряк легенів                  | [ 8 ]                   |
| 22 квітня 1985  | Borut Bergant         | Словенія              | Зрив                            | [ 14 ] [ 8 ]            |
| 14 січня 1985   | Chris Chandler        | США                   |                                 | [ 8 ]                   |
| 15 жовтня 1981  | Jean-Jacques Ricouard | Франція               | Fall                            | [ 8 ]                   |
| 4 травня 1980   | Alfonso Medina        | Мексика               | Зник                            | [ 8 ]                   |
| 4 травня 1980   | Hugo Saldaña          | Мексика               | Зник                            | [ 8 ]                   |
| 12 квітня 1977  | Sukhvinder Singh      | Індія                 | Зрив                            | [ 8 ]                   |
| 15 травня 1973  | Takeo Matsuda         | Японія                | Зник                            | [ 15 ]                  |
| 26 травня 1955  | Pemi Dorje            | Індія                 | Зрив                            | [ 8 ]                   |
| 9 серпня 1931   | Hermann Schaller      | Веймарська республіка | Зрив                            | [ 8 ]                   |
| 9 серпня 1931   | Pasang 1              | Індія                 | Зрив                            | [ 8 ]                   |
| серпень 1931    | Babulall              | Індія                 |                                 | [ 8 ]                   |
| липень 1931     | Lobsang               | Індія                 |                                 | [ 8 ]                   |
| 9 травня 1930   | Chettan               | Індія                 | Падіння льоду                   | [ 8 ]                   |
| 27 травня 1929  | E. Farmer             | США                   |                                 | [ 8 ]                   |
| 1 вересня 1905  | три невідомі особи    | Індія                 | Зрив                            | [ 8 ]                   |
| 1 вересня 1905  | Alexis Pache          | Швейцарія             | Зрив                            | [ 8 ] [ 16 ]            |
| 28 серпня 1905  | Невідомий брамник     | Індія                 | Зрив                            | [ 8 ]                   |

## Виноски
1. ↑  Кравчук П. А. Книга рекордів природи. — Луцьк : ПрАТ «Волинська обласна друкарня», 2011. — 336 с. — ISBN 978-966-361-642-1.  - Третя за висотою вершина планети с. 271.
2. 1 2 3  Tres desaparecidos en una avalancha en el Kangchenjunga Oeste. desnivel.com. 23 May 2014
3. 1 2 3 4 5  Dhaulagiri and Kangchenjunga: season's end. Процитовано 31 травня 2013.
4. 1 2 3 4 5  Kangchenjunga Update: 11 Summits, 5 Dead. Процитовано 21 травня 2013.
5. 1 2 3 4 5  Kangchenjunga: cinco fallecidos de las once personas que hicieron cima ayer. Процитовано 21 травня 2013.
6. 1 2  Situation Critical on Kangchenjunga, Bad News from Everest. Архів оригіналу за 7 червня 2013. Процитовано 21 травня 2013.
7. ↑  Iñigo de Pineda lost on Kangchenjunga. mounteverest.net. 28 May 2007
8. 1 2 3 4 5 6 7 8 9 10 11 12 13 14 15 16 17 18 19 20 21 22 23 24 25 26 27 28 29 30 31 32 33 34 35 36  Fatalities Kangchenjunga. 8000ers.com. Процитовано 10 червня 2011.
9. ↑  BC News. gripped.com. 19 October 2002
10. ↑  KANGCHENJUNGA 2000. K2news.com. Процитовано 9 липня 2012.
11. 1 2  NEWSFLASH 9/20/99. k2news.com. 20 September 1999
12. 1 2  Tanigawa, Taro. JAC Youth Section. Mt. Kangchenjunga Expedition 1998 (PDF). Docs.google.com. Процитовано 9 липня 2012.
13. ↑  Carter, H. Adams (1997). 1995 American Alpine Journal. American Alpine Club Press. с. 230–. ISBN 978-1-933056-42-5.
14. 1 2  Gora mrtvih na Himalaji [Архівовано 2016-04-01 у Wayback Machine.]. Gore-ljudje.net
15. ↑  «Climbs and Expeditions». The American Alpine Journal (1974) p. 203
16. ↑  Chapter 52 — Confessions of Aleister Crowley. Hermetic.com.